# Bundestagswahlkreis Essen III
Der Bundestagswahlkreis Essen III (Wahlkreis 119; bis zur Bundestagswahl 2021 Wahlkreis 120) liegt in Nordrhein-Westfalen und umfasst die Stadtbezirke II, III, VIII und IX der Stadt Essen. Zum Wahlkreis gehören unter anderem die südlich der Innenstadt gelegenen Stadtteile Rüttenscheid, Stadtwald und Rellinghausen (Bezirk II), der Essener Westen mit Altendorf, Frohnhausen und Holsterhausen (Bezirk III), die südöstlichen Stadtteile Burgaltendorf, Byfang, Heisingen, Kupferdreh und Überruhr (Bezirk VIII Ruhrhalbinsel), sowie im Südwesten Bredeney, Werden und Kettwig (Bezirk IX). Die Abgrenzung des Wahlkreises ist in der Vergangenheit zweimal geändert worden, zuletzt im Jahre 2002 (Wegfall Bezirk I Stadtmitte, Hinzunahme Bezirk III West).

## Wahlkreisgeschichte
| Wahl      | Wahlkreisname | Gebiet |
| --------- | ------------- | --- |
| 1949      | 32 Essen III  | Südlicher Teil von Essen mit der Ruhrhalbinsel sowie u. a. Huttrop, Rüttenscheid, Bredeney und Werden                                                 |
| 1953–1961 | 91 Essen III  | Südlicher Teil von Essen mit der Ruhrhalbinsel sowie u. a. Huttrop, Rüttenscheid, Bredeney und Werden                                                 |
| 1965–1976 | 89 Essen III  | Südlicher Teil von Essen mit der Ruhrhalbinsel sowie u. a. Huttrop, Rüttenscheid, Bredeney und Werden                                                 |
| 1980–1998 | 90 Essen III  | Stadtbezirke I, II, VIII und IX mit der Essener Innenstadt und der Ruhrhalbinsel sowie u. a. Rüttenscheid, Bredeney, Werden und Kettwig               |
| 2002–2009 | 121 Essen III | Stadtbezirke II, III, VIII und IX mit der Ruhrhalbinsel sowie u. a. Altendorf, Frohnhausen, Holsterhausen, Rüttenscheid, Bredeney, Werden und Kettwig |
| 2013–2021 | 120 Essen III | Stadtbezirke II, III, VIII und IX mit der Ruhrhalbinsel sowie u. a. Altendorf, Frohnhausen, Holsterhausen, Rüttenscheid, Bredeney, Werden und Kettwig |
| 2025–     | 119 Essen III | Stadtbezirke II, III, VIII und IX mit der Ruhrhalbinsel sowie u. a. Altendorf, Frohnhausen, Holsterhausen, Rüttenscheid, Bredeney, Werden und Kettwig |

## Wahlkreisabgeordnete
| Wahl | Abgeordneter | Abgeordneter          | Partei | Stimmen in % |
| ---- | ------------ | --------------------- | ------ | ------------ |
| 1949 |              | Jakob Kaiser          | CDU    | 32,4         |
| 1953 | 53,5         | Jakob Kaiser          | CDU    |              |
| 1957 |              | Hans Toussaint        | CDU    | 56,3         |
| 1961 | 48,7         | Hans Toussaint        | CDU    |              |
| 1965 | 48,6         | Hans Toussaint        | CDU    |              |
| 1969 |              | Antje Huber           | SPD    | 49,8         |
| 1972 | 53,1         | Antje Huber           | SPD    |              |
| 1976 | 47,7         | Antje Huber           | SPD    |              |
| 1980 | 49,1         | Antje Huber           | SPD    |              |
| 1983 |              | Paul Hoffacker        | CDU    | 46,2         |
| 1987 |              | Ingrid Becker-Inglau  | SPD    | 44,9         |
| 1990 | 41,3         | Ingrid Becker-Inglau  | SPD    |              |
| 1994 | 44,9         | Ingrid Becker-Inglau  | SPD    |              |
| 1998 | 49,9         | Ingrid Becker-Inglau  | SPD    |              |
| 2002 |              | Hans-Günter Bruckmann | SPD    | 49,8         |
| 2005 |              | Petra Hinz            | SPD    | 48,1         |
| 2009 | 38,6         | Petra Hinz            | SPD    |              |
| 2013 |              | Matthias Hauer        | CDU    | 39,6         |
| 2017 | 37,1         | Matthias Hauer        | CDU    |              |
| 2021 | 30,7         | Matthias Hauer        | CDU    |              |
| 2025 | 35,7         | Matthias Hauer        | CDU    |              |

## Wahlergebnisse

### Bundestagswahl 2025
Der Wahlkreis trägt bei der Bundestagswahl 2025 die Nummer 119.
| Kandidaten                                             | Kandidaten                  | Parteien/Listen       | Erststimmen | Erststimmen | Zweitstimmen | Zweitstimmen |
| Kandidaten                                             | Kandidaten                  | Parteien/Listen       | Stimmen     | %           | Stimmen      | %            |
| ------------------------------------------------------ | --------------------------- | --------------------- | ----------- | ----------- | ------------ | ------------ |
|                                                        | Albert Ritter               | SPD                   | 38.546      | 24,7        | 33.184       | 21,2         |
|                                                        | Matthias Hauergewählt im WK | CDU                   | 55.807      | 35,7        | 46.387       | 29,6         |
|                                                        | Stephan Neumann             | Bündnis 90/Die Grünen | 24.617      | 15,8        | 25.317       | 16,1         |
|                                                        | Rüdiger König               | FDP                   | 4.835       | 3,1         | 7.710        | 4,9          |
|                                                        | Stefan Keuter               | AfD                   | 18.563      | 11,9        | 19.029       | 12,1         |
|                                                        | Tobias Umbreit              | Die Linke             | 11.667      | 7,5         | 14.179       | 9,0          |
|                                                        | Boris Vorholt               | Freie Wähler          | 1.751       | 1,1         | 516          | 0,3          |
|                                                        | –                           | Tierschutzpartei      | –           | –           | 1.841        | 1,2          |
|                                                        | –                           | dieBasis              | –           | –           | 219          | 0,1          |
|                                                        | –                           | Die PARTEI            | –           | –           | 989          | 0,6          |
|                                                        | –                           | Todenhöfer            | –           | –           | 208          | 0,1          |
|                                                        | –                           | Volt                  | –           | –           | 1.284        | 0,8          |
|                                                        | Roland Meister              | MLPD                  | 380         | 0,2         | 105          | 0,1          |
|                                                        | –                           | PdF                   | –           | –           | 265          | 0,2          |
|                                                        | –                           | Bündnis Deutschland   | –           | –           | 125          | 0,1          |
|                                                        | –                           | BSW                   | –           | –           | 5.416        | 3,5          |
|                                                        | –                           | MERA25                | –           | –           | 60           | 0,0          |
|                                                        | –                           | WerteUnion            | –           | –           | 59           | 0,0          |
| Gesamt                                                 | Gesamt                      | Gesamt                | 156.166     | 100         | 156.893      | 100          |
|                                                        |                             |                       |             |             |              |              |
| Ungültige Stimmen                                      | Ungültige Stimmen           | Ungültige Stimmen     | 1.400       | 0,9         | 673          | 0,4          |
| Wähler                                                 | Wähler                      | Wähler                | 157.566     | 84,5        | 157.566      | 84,5         |
| Wahlberechtigte                                        | Wahlberechtigte             | Wahlberechtigte       | 186.492     |             | 186.492      |              |
|                                                        |                             |                       |             |             |              |              |
| Quellen: Die Bundeswahlleiterin, Kandidaten – Ergebnis |                             |                       |             |             |              |              |

### Bundestagswahl 2021
| Kandidaten                                             | Kandidaten                  | Parteien/Listen      | Erststimmen | Erststimmen | Zweitstimmen | Zweitstimmen |
| Kandidaten                                             | Kandidaten                  | Parteien/Listen      | Stimmen     | %           | Stimmen      | %            |
| ------------------------------------------------------ | --------------------------- | -------------------- | ----------- | ----------- | ------------ | ------------ |
|                                                        | Matthias Hauergewählt im WK | CDU                  | 46.635      | 30,7        | 37.053       | 24,4         |
|                                                        | Gereon Wolters              | SPD                  | 45.612      | 30,0        | 42.629       | 28,0         |
|                                                        | Rüdiger König               | FDP                  | 10.871      | 7,2         | 17.995       | 11,8         |
|                                                        | Stefan Keuter               | AfD                  | 8.225       | 5,4         | 8.398        | 5,5          |
|                                                        | Kai Gehring                 | GRÜNE                | 28.745      | 18,9        | 30.764       | 20,2         |
|                                                        | Ezgi Güyildar               | DIE LINKE            | 5.030       | 3,3         | 6.117        | 4,0          |
|                                                        | Martin Oliver Lange         | Die PARTEI           | 2.931       | 1,9         | 1.718        | 1,1          |
|                                                        | –                           | Tierschutzpartei     | –           | –           | 2.005        | 1,3          |
|                                                        | –                           | PIRATEN              | –           | –           | 443          | 0,3          |
|                                                        | Kai Hemsteeg                | FREIE WÄHLER         | 1.685       | 1,1         | 845          | 0,6          |
|                                                        | –                           | NPD                  | –           | –           | 90           | 0,1          |
|                                                        | –                           | ÖDP                  | –           | –           | 89           | 0,1          |
|                                                        | –                           | V-Partei³            | –           | –           | 116          | 0,1          |
|                                                        | –                           | Gesundheitsforschung | –           | –           | 129          | 0,1          |
|                                                        | Dirk Willing                | MLPD                 | 109         | 0,1         | 64           | 0,0          |
|                                                        | –                           | Die Humanisten       | –           | –           | 137          | 0,1          |
|                                                        | Diana Kummer                | DKP                  | 172         | 0,1         | 90           | 0,1          |
|                                                        | –                           | SGP                  | –           | –           | 15           | 0,0          |
|                                                        | Volker Wild                 | dieBasis             | 1.695       | 1,1         | 1.521        | 1,0          |
|                                                        | –                           | Bündnis C            | –           | –           | 78           | 0,1          |
|                                                        | –                           | du.                  | –           | –           | 61           | 0,0          |
|                                                        | –                           | LIEBE                | –           | –           | 151          | 0,1          |
|                                                        | Dirk Schmidt                | LKR                  | 137         | 0,1         | 60           | 0,0          |
|                                                        | –                           | PdF                  | –           | –           | 40           | 0,0          |
|                                                        | –                           | LfK                  | –           | –           | 99           | 0,1          |
|                                                        | –                           | Team Todenhöfer      | –           | –           | 852          | 0,6          |
|                                                        | –                           | Volt                 | –           | –           | 504          | 0,3          |
| Gesamt                                                 | Gesamt                      | Gesamt               | 151.847     | 100         | 152.063      | 100          |
|                                                        |                             |                      |             |             |              |              |
| Ungültige Stimmen                                      | Ungültige Stimmen           | Ungültige Stimmen    | 1.013       | 0,7         | 797          | 0,5          |
| Wähler                                                 | Wähler                      | Wähler               | 152.860     | 80,3        | 152.860      | 80,3         |
| Wahlberechtigte                                        | Wahlberechtigte             | Wahlberechtigte      | 190.335     |             | 190.335      |              |
|                                                        |                             |                      |             |             |              |              |
| Quellen: Die Bundeswahlleiterin, Kandidaten – Ergebnis |                             |                      |             |             |              |              |

### Bundestagswahl 2017

Mehrheiten in den Stadtbezirken (Bundestagswahl 2017)

Die Bundestagswahl 2017 fand am Sonntag, den 24. September 2017, statt. In Nordrhein-Westfalen wurden 23 Parteien zugelassen, zusätzlich standen 9 Direktkandidaten zur Wahl. Im Vergleich zur Wahl im Jahr 2013 konnte der Direktkandidat der CDU Matthias Hauer seinen damals noch sehr knappen Vorsprung weiter ausbauen. Hiermit erzielte er das einzige Direktmandat der CDU in Essen. Allerdings verlor er trotzdem fast 3000 Erststimmen bei der mit über 2000 mehr Wählern höheren Wahlbeteiligung. Auffällig ist, dass wie bereits in der Vergangenheit der Essener Norden überwiegend die Kandidaten der SPD gewählt hat, während der Essener Süden zur CDU tendiert. So kam es zur Mehrheit für den Kandidaten Gereon Wolters der SPD im Stadtbezirk III, während der Konkurrent Hauer in den anderen Stadtbezirken dieses Wahlkreises die Mehrheit holte.
| Kandidaten                                             | Kandidaten                  | Parteien/Listen      | Erststimmen | Erststimmen | Zweitstimmen | Zweitstimmen |
| Kandidaten                                             | Kandidaten                  | Parteien/Listen      | Stimmen     | %           | Stimmen      | %            |
| ------------------------------------------------------ | --------------------------- | -------------------- | ----------- | ----------- | ------------ | ------------ |
|                                                        | Matthias Hauergewählt im WK | CDU                  | 56.393      | 37,1        | 45.826       | 30,1         |
|                                                        | Gereon Wolters              | SPD                  | 46.829      | 30,8        | 37.699       | 24,7         |
|                                                        | Kai Gehring                 | GRÜNE                | 12.511      | 8,2         | 14.312       | 9,4          |
|                                                        | Ayten Kaplan                | DIE LINKE            | 9.846       | 6,5         | 12.574       | 8,3          |
|                                                        | Tim Wortmann                | FDP                  | 12.639      | 8,3         | 23.068       | 15,1         |
|                                                        | Stefan Keuter               | AfD                  | 12.306      | 8,1         | 12.735       | 8,4          |
|                                                        | –                           | PIRATEN              | –           | –           | 554          | 0,4          |
|                                                        | –                           | NPD                  | –           | –           | 259          | 0,2          |
|                                                        | –                           | Die PARTEI           | –           | –           | 1.778        | 1,2          |
|                                                        | –                           | FREIE WÄHLER         | –           | –           | 302          | 0,2          |
|                                                        | –                           | Volksabstimmung      | –           | –           | 153          | 0,1          |
|                                                        | –                           | ÖDP                  | –           | –           | 174          | 0,1          |
|                                                        | Martina Stalleicken         | MLPD                 | 208         | 0,1         | 134          | 0,1          |
|                                                        | –                           | SGP                  | –           | –           | 13           | 0,0          |
|                                                        | –                           | AD-DEMOKRATEN        | –           | –           | 364          | 0,2          |
|                                                        | –                           | BGE                  | –           | –           | 173          | 0,1          |
|                                                        | –                           | DiB                  | –           | –           | 249          | 0,2          |
|                                                        | Diana Kummer                | DKP                  | 197         | 0,1         | 89           | 0,1          |
|                                                        | –                           | DM                   | –           | –           | 115          | 0,1          |
|                                                        | –                           | Die Humanisten       | –           | –           | 97           | 0,1          |
|                                                        | –                           | Gesundheitsforschung | –           | –           | 134          | 0,1          |
|                                                        | –                           | Tierschutzpartei     | –           | –           | 1.356        | 0,9          |
|                                                        | –                           | V-Partei³            | –           | –           | 251          | 0,2          |
|                                                        | Serge Menga Nsibu           | Einzelbewerber       | 1.175       | 0,8         | –            | –            |
| Gesamt                                                 | Gesamt                      | Gesamt               | 152.104     | 100         | 152.409      | 100          |
|                                                        |                             |                      |             |             |              |              |
| Ungültige Stimmen                                      | Ungültige Stimmen           | Ungültige Stimmen    | 1.232       | 0,8         | 927          | 0,6          |
| Wähler                                                 | Wähler                      | Wähler               | 153.336     | 79,5        | 153.336      | 79,5         |
| Wahlberechtigte                                        | Wahlberechtigte             | Wahlberechtigte      | 192.918     |             | 192.918      |              |
|                                                        |                             |                      |             |             |              |              |
| Quellen: Die Bundeswahlleiterin, Kandidaten – Ergebnis |                             |                      |             |             |              |              |

### Bundestagswahl 2013

Diese Karte der Direktmandate für die Bundestagswahl 2013 zeigt, mit welchem Abstand die Wahlkreise gewonnen wurden. Deutlich sichtbar ist hier der Wahlkreis Essen III mit nur dreiundneunzig Stimmen Vorsprung und einer weißen Färbung.

Bei der Bundestagswahl 2013 sorgte der Wahlkreis für besonderes Aufsehen, da Matthias Hauer (CDU) den Wahlkreis nach dem vorläufigen amtlichen Endergebnis vom Abend des Wahltags mit nur drei Erststimmen Vorsprung vor Petra Hinz (SPD) gewonnen hatte. In der Folge ließ der Kreiswahlleiter die Wahlniederschriften überprüfen, wobei sich Unstimmigkeiten zeigten. Daher wurden alle im Wahlkreis 120 abgegebenen Stimmen neu ausgezählt, wonach Hauer mit 93 Stimmen Vorsprung siegte. Es ist neben dem Bundestagswahlkreis Wesel I das einzige Direktmandat der CDU im Ruhrgebiet und der einzige der 64 Wahlkreise in NRW, in dem die CDU gegenüber der Bundestagswahl 2009 ein Direktmandat hinzugewinnen konnte.
| Direktkandidat                                          | Partei              | Erststimmen in % | Erststimmen absolut | Zweitstimmen in % |
| ------------------------------------------------------- | ------------------- | ---------------- | ------------------- | ----------------- |
| Matthias Hauer                                          | CDU                 | 39,5             | 59.101              | 36,3              |
| Petra Hinz                                              | SPD                 | 39,5             | 59.008              | 33,1              |
| Petra Hermann                                           | FDP                 | 2,0              | 3.007               | 5,7               |
| Kai Gehring                                             | GRÜNE               | 7,7              | 11.576              | 9,7               |
| Cornelia Swillus-Knöchel                                | DIE LINKE           | 4,9              | 7.341               | 6,6               |
| Frank Höschen                                           | PIRATEN             | 2,1              | 3.169               | 2,1               |
| Manuel Mikolajtzyk                                      | NPD                 | 1,0              | 1.489               | 0,9               |
|                                                         | REP                 | —                | —                   | 0,1               |
|                                                         | Bündnis 21/RRP      | —                | —                   | 0,0               |
|                                                         | Volksabstimmung     | —                | —                   | 0,1               |
|                                                         | ÖDP                 | —                | —                   | 0,1               |
|                                                         | MLPD                | —                | —                   | 0,1               |
| Katarzyna Dorota Kruczkowski                            | BüSo                | 0,1              | 213                 | 0,1               |
|                                                         | PSG                 | —                | —                   | 0,0               |
| Martin Erwin Renner                                     | AfD                 | 2,7              | 4.015               | 3,9               |
|                                                         | BIG                 | —                | —                   | 0,1               |
|                                                         | pro Deutschland     | —                | —                   | 0,2               |
|                                                         | DIE RECHTE          | —                | —                   | 0,0               |
|                                                         | FREIE WÄHLER        | —                | —                   | 0,2               |
|                                                         | Nichtwähler         | —                | —                   | 0,1               |
|                                                         | PARTEI DER VERNUNFT | —                | —                   | 0,1               |
|                                                         | Die PARTEI          | —                | —                   | 0,5               |
| Sonstige                                                |                     | 0,4              | 570                 | —                 |
| Die Wahlbeteiligung lag mit 151.040 Wählern bei 77,2 %. |                     |                  |                     |                   |

### Bundestagswahl 2009
| Direktkandidat           | Partei               | Erststimmen in % | Zweitstimmen in % | Bundestagswahl 2005 Zweitstimmen in % |
| ------------------------ | -------------------- | ---------------- | ----------------- | ------------------------------------- |
| Petra Hinz               | SPD                  | 38,6             | 31,0              | 42,0                                  |
| Matthias Hauer           | CDU                  | 36,1             | 30,0              | 30,9                                  |
| Petra Hermann            | FDP                  | 7,5              | 14,1              | 9,4                                   |
| Kai Gehring              | GRÜNE                | 9,5              | 12,0              | 9,7                                   |
| Cornelia Swillus-Knöchel | Die Linke.           | 6,9              | 8,3               | 5,6                                   |
| –                        | REP                  | –                | 0,4               | 0,3                                   |
| –                        | Die Tierschutzpartei | –                | 0,6               | 0,5                                   |
| Hermann August Schnarre  | NPD                  | 1,1              | 0,8               | 0,6                                   |
| –                        | Familie              | –                | 0,4               | 0,3                                   |
| –                        | PIRATEN              | –                | 1,6               | -                                     |
| –                        | RENTNER              | –                | 0,3               | -                                     |
| –                        | Zentrum              | –                | 0,1               | 0,1                                   |
| Matthias Kraume          | BüSo                 | 0,3              | 0,1               | 0,0                                   |
| –                        | Volksabstimmung      | –                | 0,1               | 0,1                                   |
| –                        | MLPD                 | –                | 0,1               | 0,1                                   |
| –                        | PSG                  | –                | 0,0               | 0,0                                   |
| -                        | ödp                  | -                | 0,1               | –                                     |
| -                        | DVU                  | -                | 0,1               | –                                     |